# LCI
LCI (La Chaîne Info, dosł. Kanał Informacyjny) – francuski kanał telewizyjny o profilu informacyjnym, istniejący od 24 czerwca 1994 roku. Należy do TF1 Group, największego prywatnego nadawcy telewizyjnego we Francji. 
Stacja dostępna jest w naziemnym przekazie cyfrowym oraz drogą satelitarną, na platformie CanalSat. Ponadto ma ją w ofercie większość działających na francuskim rynku operatorów telewizji kablowej.